# Многоцелевой модуль снабжения

Логотип модулей

Многоцелевой модуль материально-технического снабжения (ММС) (англ. Multi-Purpose Logistics Module — MPLM) — три герметичных модуля, перевозимых по одному, в грузовом отсеке шаттлов. Предназначены для транспортировки грузов на орбиту, к Международной космической станции, и обратно, с отработанными материалами, на Землю.
Модули построены и предоставлены НАСА Итальянским космическим агентством (ИКА). Входят в американский сегмент МКС и являются собственностью США. Каждый из трёх грузовых модулей имеет собственное название, выбранное итальянской стороной, которые названы в честь известных и талантливых итальянцев эпохи Возрождения: «Леонардо», «Рафаэль» и «Донателло». Официально объявлено, что модули названы в честь великих итальянских деятелей Эпохи Возрождения. Но так как названия модулей совпадают с именами трёх из четырёх черепашек-ниндзя, то NASA MPLM Group разработала соответствующую эмблему программы модулей — черепашка-ниндзя в космическом скафандре. Из-за того, что авторские права на изображения черепашек принадлежат студии Mirage Studios, НАСА пришлось передать авторские права на логотип студии взамен на право использования логотипа.

## Устройство и назначение

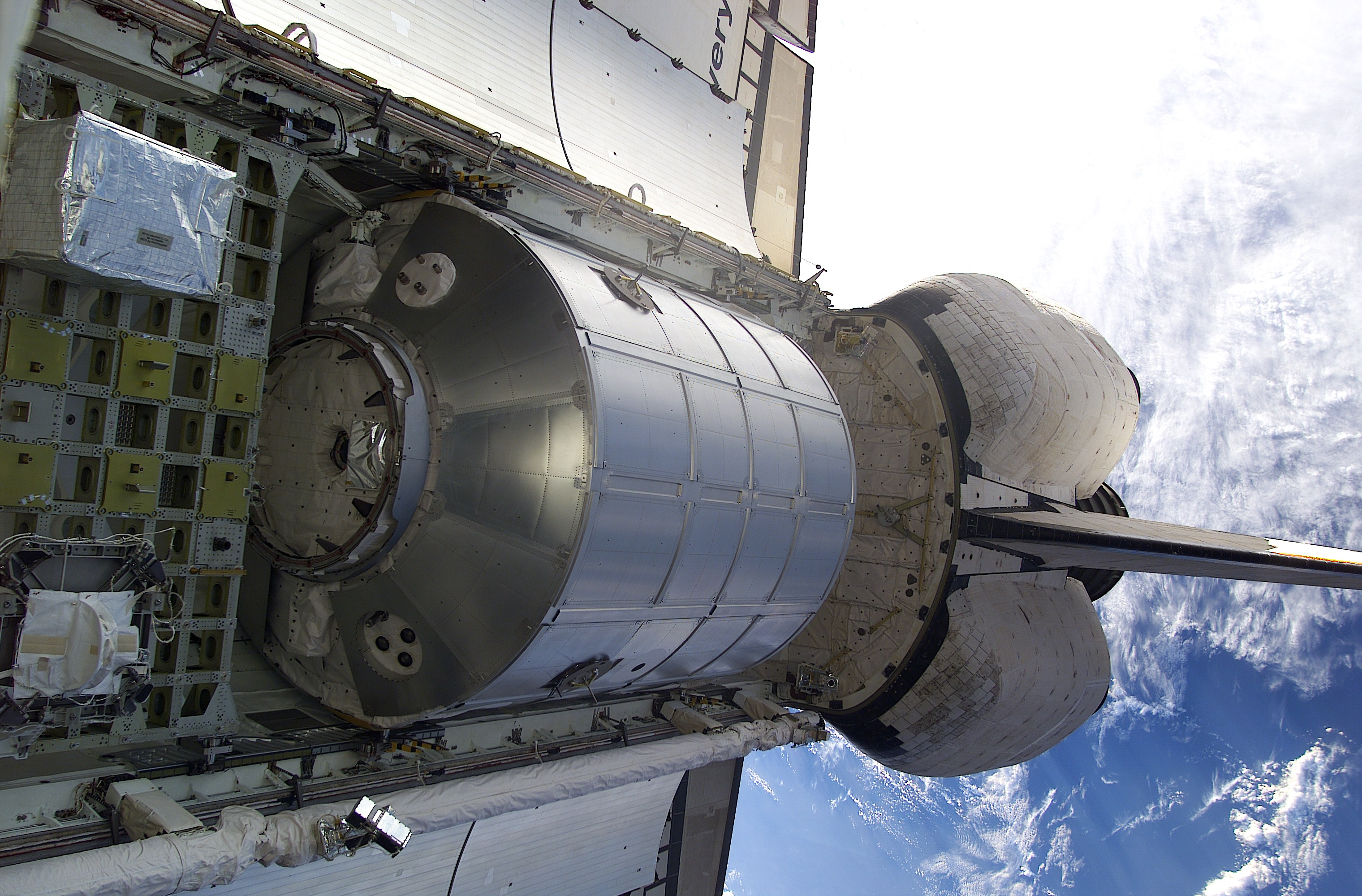
Многоцелевой модуль снабжения «Леонардо» в грузовом отсеке шаттла Дискавери STS-102

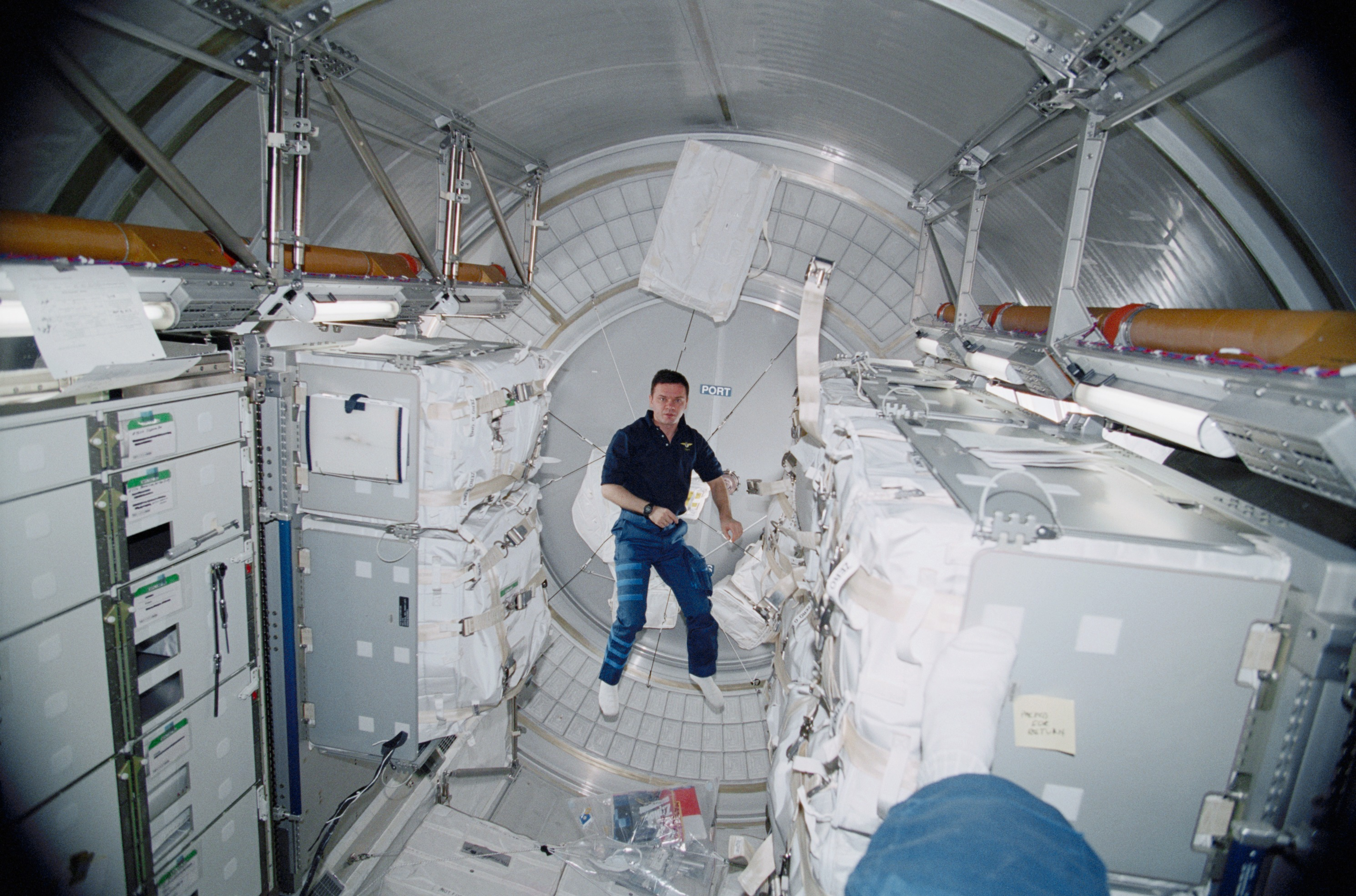
Юрий Гидзенко на фоне оборудования, размещённого в ММС
(фото 21 марта 2001 года)

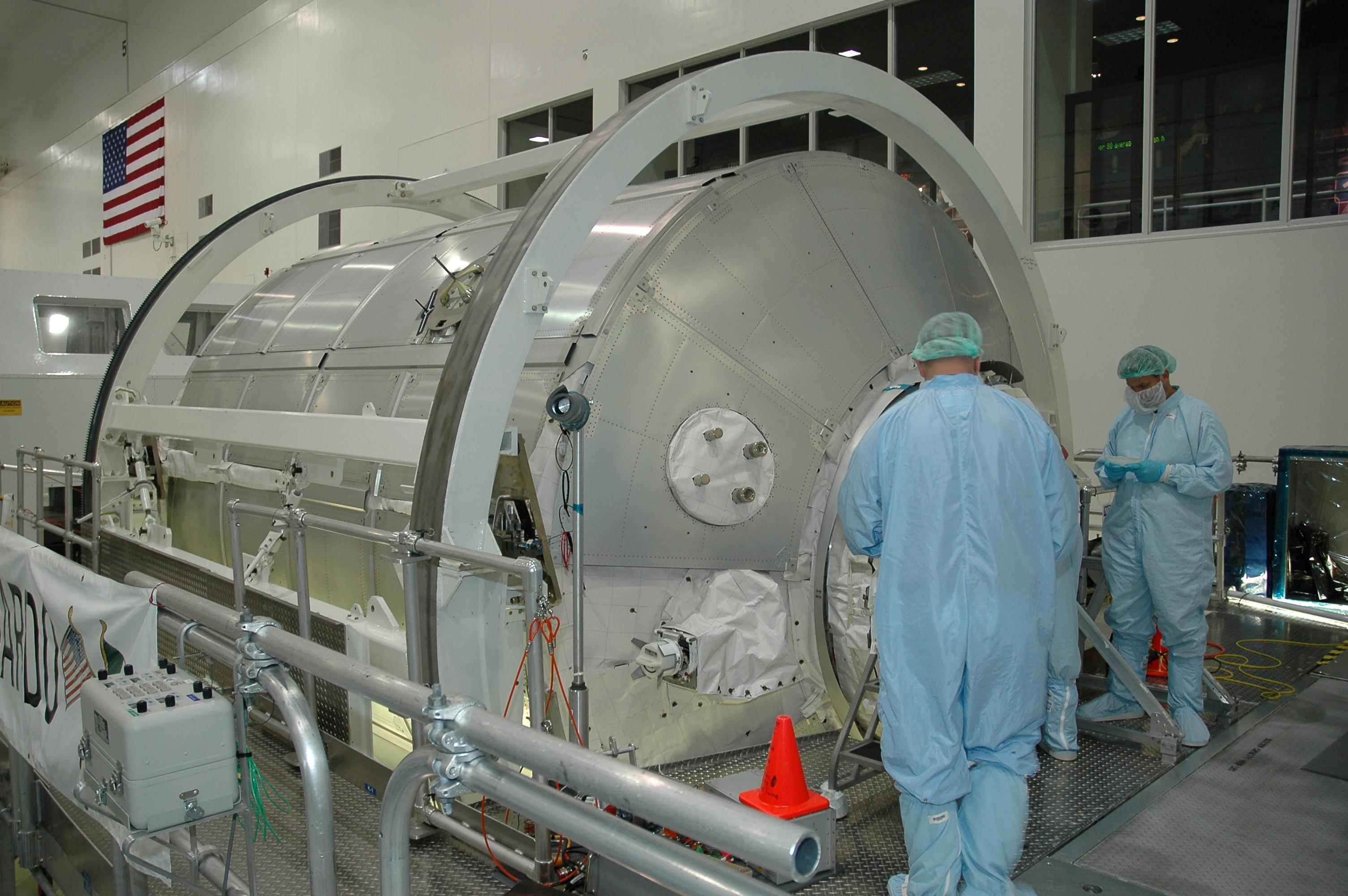
Модуль ММС «Леонардо» готовят к полёту на шаттле STS-121
(фото 4 мая 2006 года)

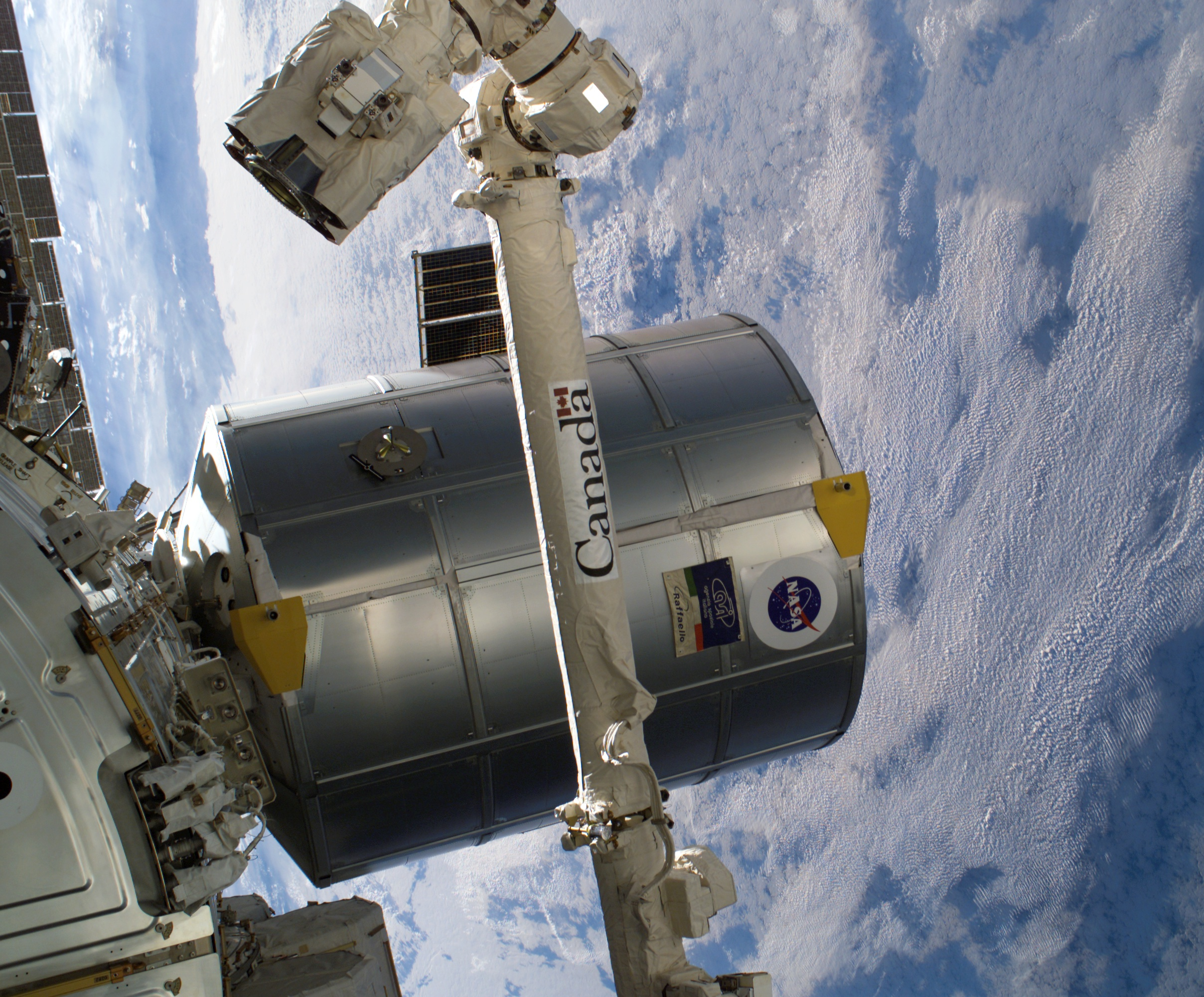
Модуль ММС — «Рафаэль», состыкованный с МКС, за манипулятором Канадарм2, в ходе экспедиции STS-114
(фото 3 августа 2005 года)

Каждый модуль ММС состоит из герметичного корпуса в форме равностороннего цилиндра, снаружи которого размещены элементы микрометеоритной защиты, системы стыковки и терморегулирования. В модуле поддерживается нормальное атмосферное давление. Он способен доставить на орбиту до 10 тонн груза. Рассчитан на 25 полётов в течение 10 лет.
Герметичный корпус модуля изготовлен из алюминия и имеет следующие основные характеристики:
- Общая длина — 6,4 м
- Длина цилиндрической части — 4,8 м
- Внешний диаметр — 4,57 м
- Внутренний диаметр — ~4,2 м
- Толщина стенок — 3 мм
- Масса модуля (без груза) — 4 760 кг
- Масса модуля с грузом — 14 061 кг
- Внутренний объём (жилой) — 30,1 м3

Характеристики трёх модулей идентичны, с одним исключением: модуль «Донателло» отличается от двух своих собратьев тем, что способен содержать оборудование, требующее электропитания. От старта с Земли до стыковки с МКС в модуле поддерживается непрерывная подача электричества к необходимому оборудованию. Модуль «Донателло» в космос не летал; согласно планам НАСА, он должен был отправиться в космос весной 2009 года, в составе экспедиции Атлантис STS-128. Однако, в полёт отправился модуль «Леонардо», и в составе экспедиции Дискавери STS-128.
После прилёта модуль извлекается из шаттла и стыкуется с модулем «Юнити». После этого ММС временно становится частью станции и может использоваться в качестве обитаемого отсека для двух человек. После переноса привезённого оборудования и грузов, и загрузки отходов со станции контейнер вновь переносится в грузовой отсек шаттла и отправляется на Землю.

### Логотип программы
Так как названия модулей совпадают с именами трёх из четырёх персонажей черепашек-ниндзя, то NASA MPLM Group разработала соответствующую эмблему программы модулей — черепашки-ниндзя в космическом скафандре. Судя по красной повязке, это Рафаэль. Из-за того, что авторские права на изображения черепашек принадлежат студии Mirage Studios, НАСА пришлось передать авторские права на логотип студии взамен на право использования логотипа.

## События
Первоначально модуль снабжения разрабатывался компанией Боинг для американской космической станции «Фридом». Затем проект был передан Итальянскому космическому агентству (ИКА), который уже имел большой опыт создания герметичных модулей шаттловской станции-лаборатории «Спейслэб» и европейского модуля МКС «Коламбус», а также создала для американского сегмента МКС модули «Гармония», «Спокойствие», «Купол».
С ИКА в декабре 1991 года был подписан контракт на поставку трёх модулей, которые получили название «Малый герметичный модуль снабжения» (англ. Mini Pressurized Logistics Module - MPLM). Согласно этому контракту, ИКА в обмен на постройку MPLM получал от НАСА доступ к проценту распределения ресурсов и рабочему времени на МКС для проведения научных исследований. В 1993 году в результате пересмотра планов строительства МКС длина модулей была удвоена, а название было изменено с «Малый герметичный» на «Многоцелевой», при этом аббревиатура осталась прежней (англ. Multi-Purpose Logistics Module - MPLM).
Разработку модулей поручили итальянской компании «Alenia Aeronautica» (бывшая «Alenia Spazio», «Alenia Space»). Технический контроль за работой с 1994 года ведёт Центр космических полётов имени Маршалла (англ. Marshall Space Flight Center). Первый модуль изготавливался около двух лет — с апреля 1996 года по июль 1998 года. Затраты итальянской стороны составили 150 млн $. 2 августа 1998 года первый модуль «Леонардо» был доставлен из Италии на мыс Канаверал и 8 марта 2001 года стартовал к МКС в грузовом отсеке шаттла Дискавери STS-102.
| №       | Экспедиция | Шаттл     | Дата запуска    | ММС      |
| 5A.1    | STS-102    | Дискавери | 8 марта 2001    | Леонардо |
| 6A      | STS-100    | Индевор   | 19 апреля 2001  | Рафаэль  |
| 7A.1    | STS-105    | Дискавери | 10 августа 2001 | Леонардо |
| UF-1    | STS-108    | Индевор   | 5 декабря 2001  | Рафаэль  |
| UF-2    | STS-111    | Индевор   | 5 июня 2002     | Леонардо |
| LF 1    | STS-114    | Дискавери | 26 июля 2005    | Рафаэль  |
| ULF 1.1 | STS-121    | Дискавери | 4 июля 2006     | Леонардо |
| ULF 2   | STS-126    | Индевор   | 15 ноября 2008  | Леонардо |
| 17A     | STS-128    | Дискавери | 29 августа 2009 | Леонардо |
| 19A     | STS-131    | Дискавери | 5 апреля 2010   | Леонардо |
| ULF 5   | STS-133    | Дискавери | 24 февраля 2011 | Леонардо |
| ULF 7   | STS-135    | Атлантис  | 28 июня 2011    | Рафаэль  |

## Герметичный многофункциональный модуль
Один из многоцелевых модулей снабжения — «Леонардо» — был модифицирован и используется в качестве долговременного герметичного многофункционального модуля (англ. Permanent Logistics Module, Pressurized Multipurpose Module). Запуск состоялся в феврале 2011 года на STS-133.